# Ungvári vár
Az ungvári vár vagy Drugeth-vár Ungvár nevezetessége, Kárpátalja egyik leghíresebb műemléke. Első írásos említése a Gesta Hungarorumban található, keletkezéséről azonban több elmélet is létezik.
Ungvár szívében foglal helyet, a vulkanikus eredetű Várhegyen. Egy várkastéllyá átalakított belső várból és az azt övező parkból áll, melyet négy fülesbástyával és egy háromszögletű bástyával megerősített védőfal vesz körül. Teljes területe 8,5 hektár, ebből 6 hektár a várkert.
Ma a várkastélyban a Kárpátaljai Honismereti Múzeum és Képtár, valamint ideiglenes kiállítások találhatóak. A várparkban helyeztek el két 19. századi öntöttvas szobrot: a Héraklész a lernai hidrávalt és a Pihenő Hermészt, valamint azt a turulszobrot, mely korábban a tiszaújlaki Rákóczi-emlékművön állt, amíg a szovjet hatalom le nem rombolta azt.

## Története

### A honfoglalás után

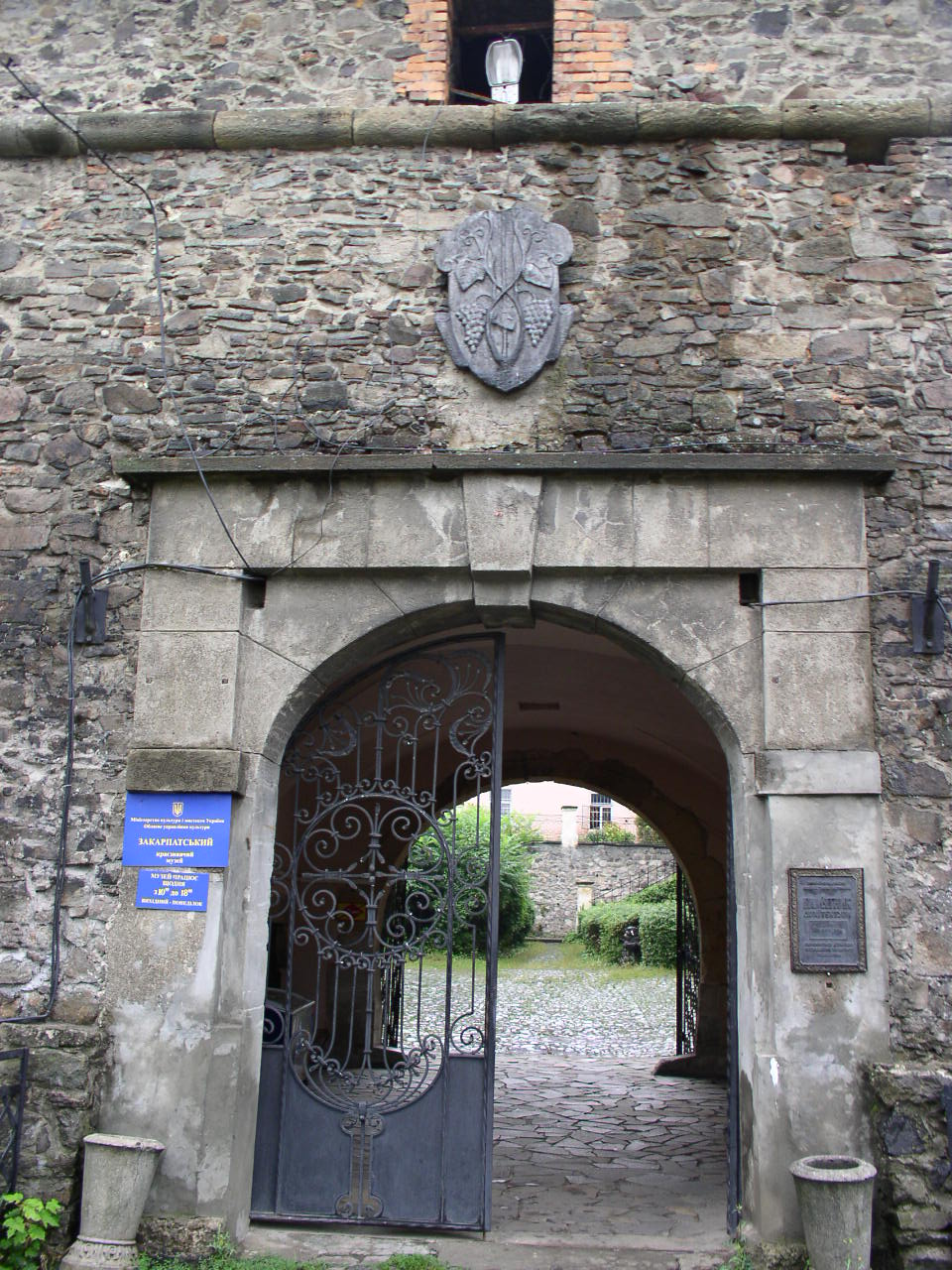
Kapu

Az ungvári vár első írásos említése a Gesta Hungarorumban található. P. dictus magister azaz Anonymus szerint, ahogy a honfoglaló Álmos népével Hung vagy Ung várához ért, a vár szláv ura, Laborcza onnan megfutamodott, ám a magyarok üldözőbe vették és a mai Laborc folyó partján megölték. Ezután a várba bevonuló magyarok ott négy napig áldomást tartottak, melynek negyedik napján Álmos fiát, Árpádot nevezte ki az új fejedelemmé. „És mivel Ungváron történt Árpád fejedelemmé választása, hungvári fejedelemnek hivatott, vitéz népe pedig Hungról, az idegenek nyelvén: Hungari, Hungaren, Ungaren nevet kapott, mely mai napig fennmaradt az egész világon.”
Anonymus elbeszélésnek hitelessége több helyen is kétségbe vonható, hisz Álmos valószínűleg már nem is lépett a Kárpát-medence területére. Ezzel együtt a vár megépítését illetően többféle elmélet is létezik. Egyes teóriák szerint a vár szláv erődítmény volt, míg mások szerint a betelepülő magyarok alapították. Abban is eltérnek a vélemények, hogy a honfoglalás kori földvár, majd a 13. században felépült első kővár ugyanazon a vulkanikus dombon állt-e, mint a ma is látogatható építmény. Azonban a három vár azonos építési helyének elméletét erősen cáfolja, hogy a gerényi dombon ma is láthatóak a korábbi kőerődítmény maradványai.
Valószínűsíthető, hogy a környék első erődítménye az Ung folyása mentén Ungvártól kissé lejjebb állt. Az viszont bizonyos, hogy ez a földvár a honfoglalást követő, de leginkább az Árpád-házi időkben erős magyar végvárként szolgált. Az I. (Szent) István által alapított várispánságok egyike volt az ungi, amelyhez 18 település tartozott. Fontos továbbá szólni arról, hogy a környék lakói leginkább várjobbágyok, várcselédek voltak. Ez a nagy arány leginkább az Árpád-házi királyok halicsi hadjáratai miatt volt szükségszerű. A 11. század végén Kapolcs kun vezér csapatával betört a vidékre, elpusztította az ungi és borsovai várispánságok vidékét, ám a várat nem tudta bevenni.
Az 1241-42. évi tatárjárás során a földvárat teljesen elpusztították. A tatárjárás után „második honalapítónk”, IV. Béla az ország határainak védelme érdekében kőerődítmények és -várak építését rendelte el. Így épült fel a környék második vára, azon a dombon, ahol most a közigazgatásilag már Ungvárhoz tartozó Gerény fekszik.

### A Drugeth család uralma

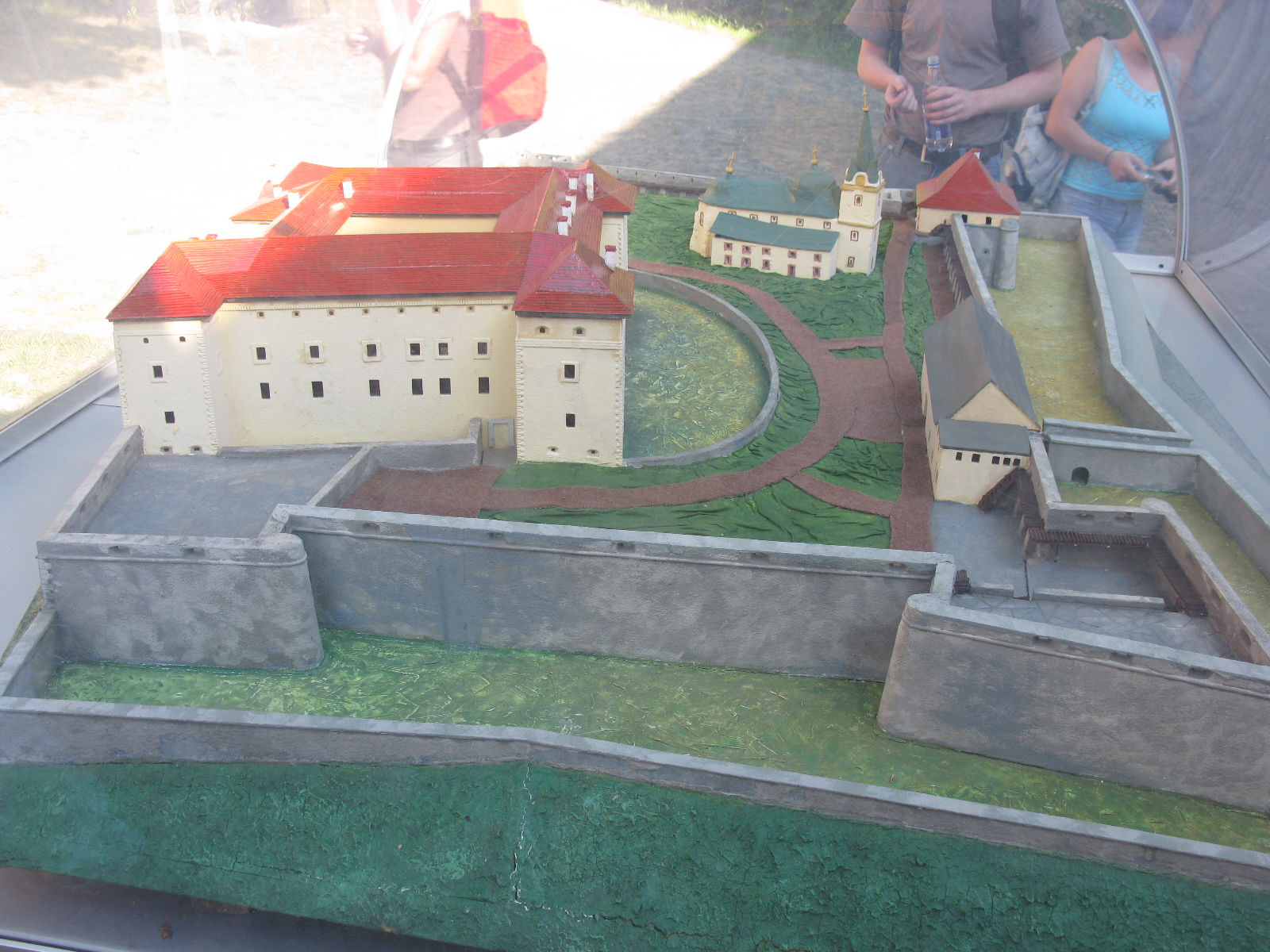
A vár makettje

Pontosan nem ismert, hogy mikor alakult ki Ung vármegye, A Pallas nagy lexikona szerint a 13. század elejéről való az Ung vármegyei főispán első említése. Központja eleinte Nagykapos volt, Ungvár csak járási székhely szerepét töltött be. 1290-ben IV. (Kun) László Aba Amadé nádornak, az északkeleti Magyarország kiskirályának adományozta a vármegyét. Aba Amadé III. András híve volt, halála után Károly Róbertet támogatta. Azonban miután összetűzésbe került Kassa városával, és a kassai polgárok, kiváltságaik védelmében, 1311-ben meggyilkolták, Károly Róbert a város és Aba Amadé fiai között kialakult konfliktusban a város mellé állt. Amadé fiai a király ellen fordultak, a rozgonyi csata azonban a király győzelmét hozta. Károly Róbert Ungvárt és környékét a vele együtt Nápolyból Magyarországra került Drugeth Fülöpnek adományozta, a rozgonyi csatában tanúsított vitézségéért. Ekkor vette kezdetét a Drugeth család több mint 360 éves uralma.
Drugeth Fülöp 1320 környékén látott hozzá a mai vár felépítéséhez, az azonban még jó harminc évig elhúzódott. Fülöp 1327-ben utód nélkül hunyt el, a birtok halála után öccsére, Jánosra, majd annak fiaira, Miklósra és Jánosra szállt. Előbbi a Drugeth nemzetség gerényi, utóbbi a homonnai ágának megalapítója lett. A vár építését Homonnai Drugeth László fejezte be.
A mohácsi vészt követő időkben Ungvár hol a Habsburgok, hol az erdélyi fejedelmek birtokába jutott.
A Drugethek uralkodásuk alatt sokat tettek mind a városért, mind a várért. A védelmi követelményeknek megfelelően többször is átépítették utóbbit. Drugeth István Ung és Zemplén vármegyei főispánsága idején, 1598-ban esett át a vár az egyik legjelentősebb átalakuláson, erről tanúskodik a belső várkastély bejárata feletti évszám is. Valószínűleg ekkor alakult ki a vár mai arculata, bár a védművek jelentős részét az utóbbi századok során lebontották. Ekkor emelték a várat övező, négy fülesbástyával és egy háromszögletű bástyával megerősített kőfalakat. A vár megközelítését északkeletről meredek szikla teszi lehetetlenné, a többi oldalán 15-20 méter széles és 8-10 méter mély árkokat ástak. Hasonló, bár sokkal sekélyebb árok vette körül a belső várat is. Ez eredetileg reneszánsz stílusban, négyszintesnek épült, azonban a negyedik, fából készült szint leégett. Belső udvarában még látszanak az egykori íves tornác nyomai. Ugyancsak a belső udvarban található a közel 30 méter mély kút is.
1602-től Bocskai István birtokolta a várat, majd 1606-ban visszaadta azt Drugeth Györgynek. Bethlen Gábor azonban 1619-ben elfoglalta a várat, Drugeth György Lengyelországba menekült.
1646. április 24-én az ungvári vár kápolnájában jött létre az Unió, az egri püspök jelenlétében 63 ortodox pap fogadott hűséget XI. Ince pápának és utódainak. Ennek értelmében a magyarországi ortodox egyház áttért a római pápa fennhatósága alá, új vallás született a városban, a görögkatolikus felekezet. Az Unióról nevezetes templom 1248 és 1250 között épült, de ma már csak az alapzata tekinthető meg a várkertben.
1684-ben Thököly Imre kuruc felkelő serege megszállta a várost, elfoglalta a várat. A vár urát, a Drugeth nemzetség utolsó sarját császárhű magatartása miatt Kassán kivégeztették.

### A Rákóczi-szabadságharc idején

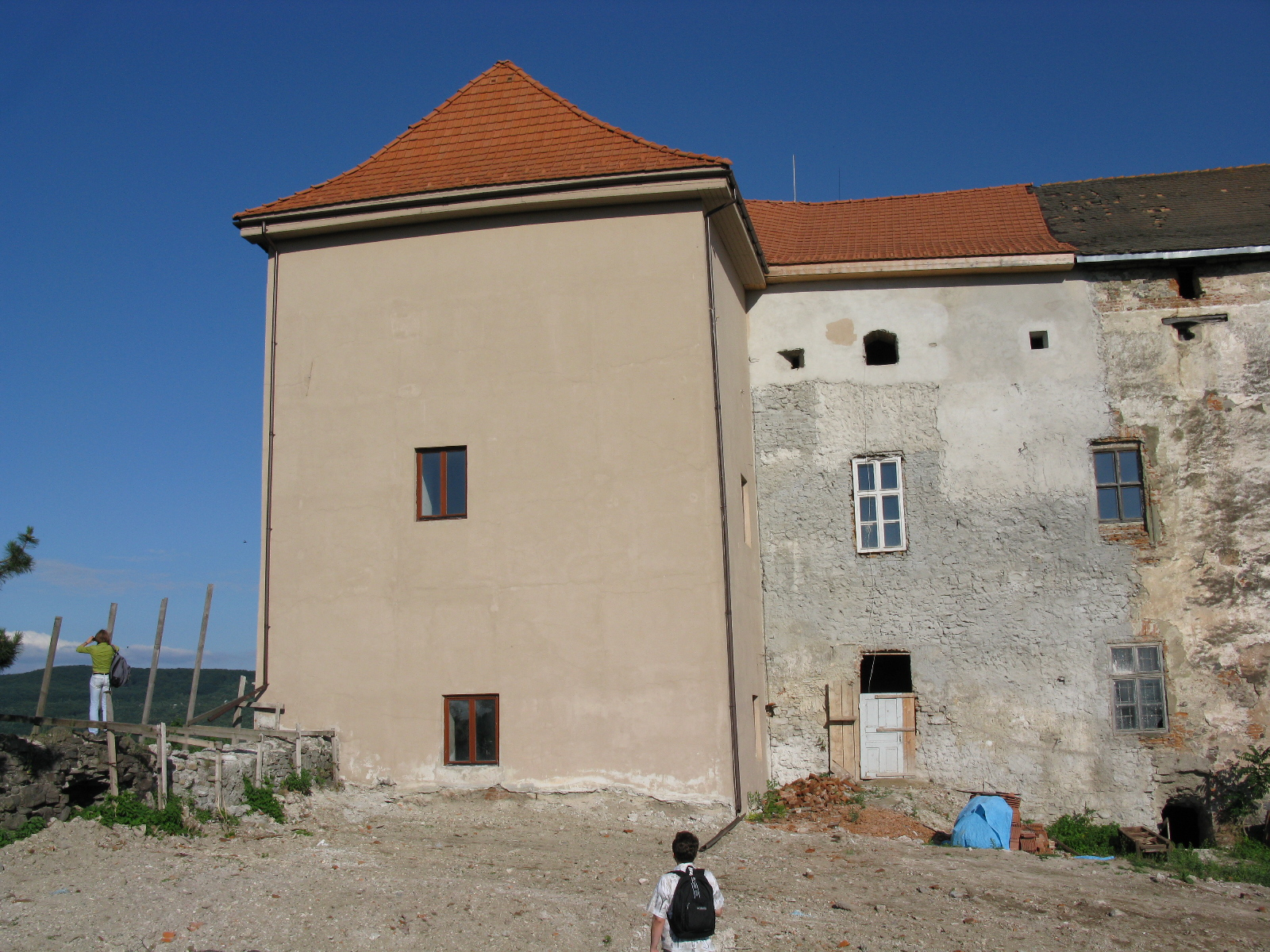
Felújítási munkálatok

1691-ben Ungvár Bercsényi Miklós birtokává vált, az ő idejére tehető a vár fénykora. Megerősítette a várat, palotáját fényesen berendezte, jelentős műkincsgyűjteményt és könyvtárat hozott létre benne. Egyik vadászatán II. Rákóczi Ferenc volt a vendége, akivel hű barátságot kötött, és aki többek között Bercsényi hatására kezdett a szabadságharc szervezéséhez. Miután Rákóczit 1701. április 18-án Nagysáros várában elfogták, Bercsényi kénytelen volt Lengyelországba menekülni.
A kuruc seregek hosszú ostrom után 1704-ben foglalták el a várat, és egészen 1711-ig meg is tartották azt. Rákóczi többször is fogadta itt a Lengyelországból, Franciaországból és Oroszországból érkező követeket.
A Rákóczi-szabadságharc leverése után az osztrák császár bosszút állt a váron és a városon. Ungvárt kamarai várossá fokozták le, elvesztette önkormányzatát, a Királyi Kamara irányítása alá került. 1728-ban leégett a vár, helyreállításához csak évek múltán kezdtek hozzá. 1771-ig császári katonaság tanyázott a várban.

### A 18. század végétől napjainkig

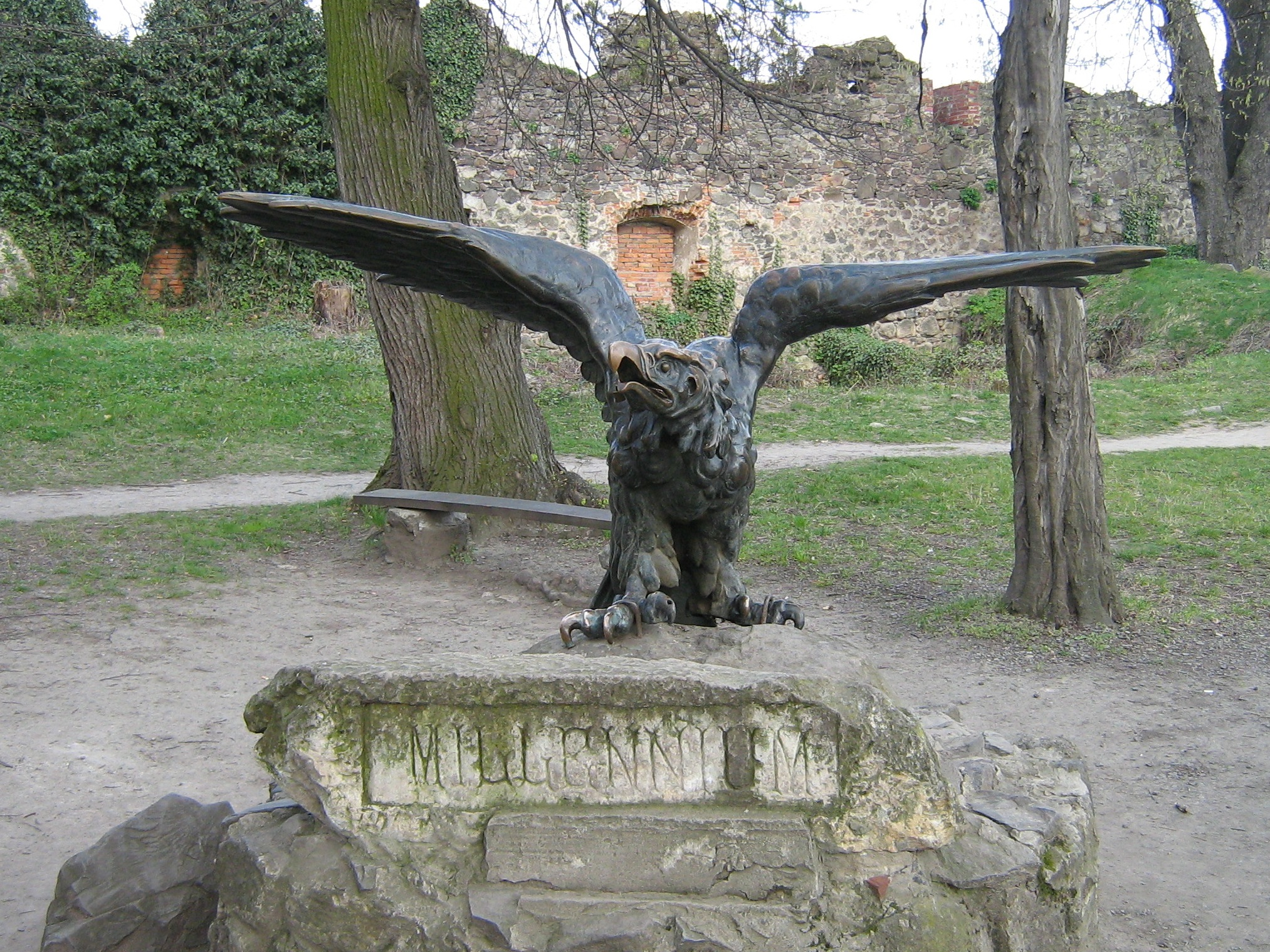
A várkertben található turulszobor

1771-ben Bacsinszky András munkácsi görögkatolikus püspök levélben fordult Mária Teréziához, s kérte, hogy a várat adják át a püspökségnek. A királynő 1775-ben az egyháznak adományozta a hadászati célokra már alkalmatlan várat, s ide költözött át a Munkácsi Görögkatolikus Püspökség. Papneveldévé alakították át a várat, melynek sajnos áldozatul esett a várpalota díszterme. A várkertben álló templomot ekkor bontották le, rossz állapota miatt.
A trianoni békeszerződést követően Kárpátalja, így az ungvári vár is Csehszlovákiához került. A csehszlovák hatóságok hátrányos megkülönböztetésben részesítették a görögkatolikus egyházat az ortodoxszal szemben, majd a második világháború utáni szovjet hatalom egyenesen megszüntette előbbit. 1944-ben a bevonuló szovjet csapatok megszállták a várban székelő hittudományi főiskolát, a kispapokat bizonytalan időre hazaküldték. Romzsa Tódor püspök többszöri próbálkozással elérte, hogy a vár egyik szárnyát mégis csak igénybe vehessék. Azonban a szovjet vezetésnek az volt a célja, hogy a görögkatolikusokat kivonja a római pápa fennhatósága alól, s a moszkvai pátriárkának rendelje alá őket. Az Ukrajnai Kommunista Párt 1946. november 29-én titkos határozatot hozott a hittudományi főiskola bezárásáról, az Unió melegágyának titulálva azt. 1949-ben pedig a szovjet hatóságok teljes egészében felszámolták a görögkatolikus egyházat, beolvasztva azt az ortodoxba, a görögkatolikust tiltott vallássá nyilvánítva.
Ötven éven át illegálisan, katakomba-egyházként működött a görögkatolikus hitközség. 1989-ben legalizálták, ám ungvári épületeit nem kapta vissza.
A Szovjetunióhoz történő csatolás után a várban létrehozták a Kárpátaljai Honismereti Múzeumot és Képtárat. A 60-as években hozzáláttak a vár restaurálásához, helyreállították a várkaput, a délnyugati homlokzatot, néhány ajtó- és ablakkeretet, új hidat építettek a várárok felett.
A vár szomszédságában 1970-ben nyitotta meg kapuit az Ungvári szabadtéri és néprajzi múzeum (skanzen). Szakértők útmutatása alapján Kárpátalja falvaiban felmérték, hogy mely épületeket érdemes lebontani, Ungvárra szállítani és ott eredeti formájukban újra felépíteni. Az előkészítő munkák közel egy évtizeden át tartottak.

## Külső hivatkozások
- Papképzés a Munkácsi Görögkatolikus Egyházmegyében. Agora Press, 2002. május 13. (Hozzáférés: 2009. augusztus 17.)[halott link]
- Kárpátaljai-vár.lap.hu – Linkgyűjtemény